# Dai Li (generał)
Dai Li (chiń. 戴笠; pinyin Dài Lì; Wade-Giles Tai Li; ur. 28 maja 1897, zm. 17 marca 1946) – chiński oficer służb specjalnych, generał porucznik, szef wywiadu w rządzie Czang Kaj-szeka w latach II wojny światowej. Dai Li był organizatorem i szefem Biura Analiz i Statystyki, organu wywiadowczego Narodowej Rady Wojskowej Republiki Chińskiej w latach 1932–1946.

## Życiorys
Należał do żandarmerii Czanga w latach dwudziestych i awansował do stopnia kapitana w 1927 roku. Początki jego kariery są niejasne, prawdopodobnie kilkakrotnie skutecznie infiltrował organizacje chińskich komunistów. Mówiono, że chcąc ukryć swoją przeszłość, spalił wszystkie dokumenty z młodości i wymordował znających go wcześniej ludzi. Dai Li nazwany był rzeźnikiem. 
Richard Deacon w swojej książce pt. The Chinese Secret Service, wydanej w 1974 roku, opisuje jedną ze zbrodni Dai Li:

Ustawiał na bocznicy kilka lokomotyw, rozkazywał rozpalić pod kotłami, otwierał drzwiczki pieców, blokował lewarki gwizdków, żeby głuszyły krzyki i wrzucał po kolei ofiary żywcem na rozpalone do czerwoności paleniska.

Spalił podobno tysiące przywódców związkowych, intelektualistów i studentów, których uważał za wrogów Czang Kaj-szeka. Alkohol i kobiety uważał za narzędzia, za pomocą których można kontrolować mężczyzn. Podkomendnym oficerom i służbie kazał się żenić, gdyż był przekonany, iż małżonkowie zawsze dzielą się ze sobą tajemnicami. Kiedy w 1941 roku Stany Zjednoczone Ameryki przystąpiły do wojny z Japonią, Dai Li współpracował z nowymi sojusznikami Republiki Chińskiej, organizując oddziały partyzanckie i siatki wywiadowcze. Od 1942 do 1945 roku pełnił również funkcję dyrektora Organizacji Współpracy Chińsko-Amerykańskiej (ang. Sino-American Cooperative Organization – SACO). Liczyła ona w Chinach do 3000 osób, które przekazywały dane meteorologiczne i wywiadowcze oraz informacje o przebiegu działań wojennych. Dzięki pracy w SACO Dai Li poznał nazwiska agentów pracujących dla wywiadu amerykańskiego, wówczas Biura Służb Strategicznych (OSS).

Oficer OSS współpracujący z siatką Dai Li wspominał:

To była niebywała organizacja. W całych Chinach nie było wioski z której szpieg nie donosiłby o każdym przejawie działalności wywrotowej. Terroryzując rodzinę, łatwo trzymać ludzi w posłuchu.

Dai Li i jego ludzie wymordowali nieznaną liczbę osób. Przypuszczalnie zabójcy używali pistoletów z tłumikami, dostarczonych przez Amerykanów.
Dai Li zginął w wypadku lotniczym 17 marca 1946 roku. Był wówczas w stopniu generała-porucznika (chiń. 中將). Zgodnie z wersją oficjalną samolot, którym leciał, rozbił się w górach z powodu fatalnych warunków atmosferycznych. Według niektórych wersji został zamordowany przez swoich wrogów – w czasie lotu z Qingdao do Szanghaju pilot przekupiony przez służby specjalne KPCh zanurkował prosto w ziemię i rozbił samolot.